# Anaxagorea panamensis
Anaxagorea panamensis Standl. – gatunek rośliny z rodziny flaszowcowatych (Annonaceae Juss.). Występuje naturalnie w Kostaryce oraz Panamie. 

## Morfologia
PokrójZimozielony krzew dorastający do 3,5 m wysokości.
LiścieMają eliptyczny kształt. Mierzą 5,6–15,6 cm długości oraz 2–6,3 szerokości. Nasada liścia jest ostrokątna lub rozwarta. Liść na brzegu jest całobrzegi. Wierzchołek jest spiczasty. Ogonek liściowy jest owłosiony i dorasta do 3–9 mm długości.
KwiatySą zebrane w pęczkach. Rozwijają się w kątach pędów lub na pniach i gałęziach (kaulifloria). Działki kielicha mają owalny kształt i dorastają do 8–11 mm długości. Płatki mają owalny kształt. Osiągają do 10–20 mm długości. Mają 25 pręcików i 5–10 słupków.
OwocePojedyncze mieszki, osadzone na trzonie. Osiągają 23–30 mm długości.

## Biologia i ekologia
Rośnie w lasach na obszarach nizinnych.